# سراب (آلبوم)
سَراب یک آلبوم موسیقی، اثر آهنگساز و موسیقی‌دان ایرانی، احمد پژمان است. بخش‌هایی از این اثر در موسیقی فیلم باران ساختهٔ مجید مجیدی مورد استفاده قرار گرفته‌است که در سال ۱۳۷۹، جایزهٔ سیمرغ بلورین بهترین موسیقی متن از نوزدهمین دورهٔ جشنواره فیلم فجر را برای احمد پژمان به همراه داشت. آلبوم موسیقی سراب، ۱۸ دی ۱۳۸۰ توسط نشر موسیقی هرمس منتشر شد.

## دست‌اندرکاران
- آهنگساز: احمد پژمان
- آواز: محمود کریمی
- غزل بانکی: همخوان

### نوازندگان
- شیرمحمد اسپندار: دونلی
- سید خلیل علی‌نژاد: تنبور
- اردشیر کامکار: کمانچه، دلربا
- شروین مهاجر: کمانچه
- امیر اسلامی: نی

### سایر عوامل
- مدیر تولید: رامین صدیقی، محمدرضا علیقلی
- صدابرداری و تدوین: جان پولیتو، حسن عسگری، احمد پژمان
- طرح و اجرا: علی بوستان
- عکس: شهلا کاشانی
- چاپ: هوتن امین‌الهی

## دربارهٔ اثر
در بخشی از یادداشت آلبوم موسیقی سراب چنین نوشته شده‌است: «سراب روایتی است شاعرانه از طبیعتِ اسرارآمیز کویرهای ایران. احمد پژمان با به‌کارگیری مضامین سنتی خاص این مناطق (اوستاخوانی، سرودهای زرتشتی، مناجات‌های مسلمانان …) و تلفیق آن با برداشت‌های موسیقایی خویش از طبیعت، معماری و آداب و رسوم این مناطق، فضایی رمزآلود را ایجاد کرده‌است…»

## قطعات
| ردیف | نام قطعه | زمان |
| ---- | -------- | ---- |
| ۱    | خلسه     | ۷:۰۲ |
| ۲    | امید     | ۴:۱۳ |
| ۳    | نیستان   | ۱:۵۲ |
| ۴    | افق      | ۷:۵۲ |
| ۵    | بندر     | ۷:۲۷ |
| ۶    | بوران    | ۹:۳۶ |
| ۷    | در ازل   | ۲:۴۷ |
| ۸    | سراب     | ۶:۵۲ |
| ۹    | غروب     | ۵:۴۹ |
| ۱۰   | نهایت    | ۲:۲۸ |